# Rối loạn tăng động giảm chú ý
Rối loạn tăng động giảm chú ý (tiếng Anh: attention deficit hyperactivity disorder, viết tắt là ADHD) là một bệnh lý rối loạn phát triển thần kinh có đặc trưng là sự không tập trung chú ý, hoặc sự hiếu động và bốc đồng quá mức so với độ tuổi của người bệnh. Một số người mắc ADHD cũng gặp khó khăn trong việc kiểm soát cảm xúc hoặc chức năng điều hành. Để được chẩn đoán mắc ADHD, các triệu chứng phải khởi phát trước năm 12 tuổi, tiếp diễn trong vòng ít nhất 6 tháng, và gây ra vấn đề trong ít nhất hai bối cảnh (chẳng hạn như ở trường, hay trong các hoạt động giải trí). Ở trẻ em, việc khó tập trung có thể dẫn đến kết quả học tập kém. Bên cạnh đó, ADHD cũng có liên hệ với các rối loạn tâm lý khác, cũng như rối loạn sử dụng chất gây nghiện. Mặc dù ADHD gây kém tập trung, đặc biệt là trong xã hội hiện đại, nhiều người mắc bệnh vẫn có thể tập trung vào những việc mà họ thấy thú vị hoặc đáng làm (một trạng thái được gọi là siêu tập trung).
Mặc dù ADHD ở trẻ em và trẻ vị thành niên được chẩn đoán và nghiên cứu nhiều nhất, nguyên nhân chính xác gây ra bệnh vẫn chưa được tìm ra ở đại đa số các trường hợp. Các yếu tố di truyền được ước tính là chiếm 75% nguy cơ. Việc tiếp xúc với nicotine trong thai kỳ có thể là một nguy cơ mang tính môi trường.  Tỷ lệ trẻ em mắc ADHD là 5–7% khi chẩn đoán theo các tiêu chí của DSM-IV, và 1–2% khi chẩn đoán theo các tiêu chí của ICD-10. Tính đến năm 2019, ước tính 84,7 triệu người chịu ảnh hưởng của ADHD trên toàn thế giới. Tỷ lệ người mắc giữa các quốc gia là tương đương nhau và những khác biệt chủ yếu là do cách chẩn đoán. ADHD được chẩn đoán ở bé trai nhiều hơn khoảng gấp đôi so với ở bé gái, tuy nhiên ở các bé gái bệnh thường không được quan tâm đúng mức do triệu chứng thường không bằng. Khoảng 30–50% những người được chẩn đoán là mắc bệnh khi còn nhỏ tiếp tục cho thấy các triệu chứng ở độ tuổi trường thành và từ 2–5% người trưởng thành mắc ADHD. Người bệnh ở độ tuổi trưởng thành có thể trải qua sự bồn chồn trong nội tâm thay vì tăng động. Người trưởng thành thường hình thành những biện pháp đối phó để bù đắp cho sự suy giảm trong hành vi của mình. ADHD có thể bị nhầm lẫn với các bệnh lý khác, cũng như với mức độ hiếu động cao những vẫn nằm trong khoảng thông thường.
Chỉ định về cách kiểm soát ADHD có sự khác nhau giữa từng quốc gia, và thường kết hợp uống thuốc, tư vấn tâm lý và thay đổi lối sống. Khuyến nghị của Anh nhấn mạnh rằng biện pháp đầu tiên là điều chỉnh môi trường sống cũng như giáo dục người bệnh và người chăm sóc về ADHD. Nếu các triệu chứng vẫn tiếp diễn thì việc huấn luyện bố mẹ, uống thuốc hoặc trị liệu tâm lý (đặc biệt là liệu pháp hành vi nhận thức) có thể được chỉ định tùy theo độ tuổi của trẻ. Khuyến nghị của Canada và Hoa Kỳ thì chỉ định kết hợp dùng thuốc và trị liệu hành vi, trừ trường hợp trẻ ở độ tuổi mầm non, khi đó cách điều trị ban đầu chỉ bao gồm trị liệu hành vi. Đối với trẻ em và trẻ vị thành niên lớn hơn 5 tuổi, việc điều trị bằng thuốc kích thích có hiệu quả trong ít nhất 24 tháng; tuy nhiên, chưa rõ chúng có hiệu quả một cách lâu dài hay không trong khi chúng lại có khả năng gây ra những tác dụng phụ nghiêm trọng.
Các triệu chứng giống như của ADHD đã được miêu tả trong các tài liệu y học từ thế kỷ 18. ADHD cũng như việc chẩn đoán và điều trị bệnh đã và đang được xem là những đề tài gây tranh cãi từ thập niên 1970. Các cuộc tranh cãi đã xảy ra trong giới y học, cũng như giữa các giáo viên, nhà hoạch định chính sách, phụ huynh và giới truyền thông. Chủ đề tranh cãi bao gồm nguyên nhân gây ra ADHD và việc sử dụng thuốc kích thích để điều trị bệnh. Phần lớn các dịch vụ cung cấp y tế đều công nhận ADHD là một rối loạn có thật ở trẻ em và người trưởng thành, và những tranh luận trong giới khoa học chủ yếu tập trung vào việc làm thế nào để chẩn đoán và điều trị bệnh. ADHD từng có tên chính thức là rối loạn giảm chú ý (tiếng Anh: attention deficit disorder, viết tắt là ADD) từ năm 1980 đến năm 1987, còn trước đó bệnh được gọi là phản ứng tăng động ở trẻ em (tiếng Anh: hyperkinetic reaction of childhood).

## Tiêu chuẩn chẩn đoán và cách nhận biết
Tiêu chuẩn chẩn đoán của DSM:
I. Có tiêu chuẩn A hoặc B
A. Có ít nhất 6 triệu chứng giảm chú ý trong thời gian tối thiểu là 6 tháng, đến độ không thích nghi và không phù hợp với trình độ phát triển, nhóm A có tới 10 cách nhận biết như sau:
1. Thường không thể tập trung chú ý nhiều vào các chi tiết hoặc phạm phải những lỗi lầm do bất cẩn trong học tập, làm việc hoặc trong các hoạt động khác.
2. Thường khó khăn trong việc duy trì khả năng chú ý trong công việc hoặc vui chơi.
3. Thường có vẻ không lắng nghe người khác khi nói chuyện trực tiếp.
4. Thường không tuân theo những hướng dẫn hoặc không thể hoàn tất bài vở ở trường, công việc nhà, hoặc các trách nhiệm nơi làm việc (không phải do hành vi chống đối hoặc không có khả năng hiểu hướng dẫn).
5. Thường khó khăn khi tiến hành các hoạt động cần tính tổ chức.
6. Thường né tránh, không thích, hoặc miễn cưỡng tham gia các công việc đòi hỏi sự cố gắng tinh thần trong thời gian dài (như làm bài tập ở trường hoặc bài tập về nhà).
7. Thường để thất lạc những vật dụng cần để làm việc hoặc vui chơi (đồ chơi, dụng cụ học tập, bút chì, sách vở).
8. Thường dễ dàng bị phân tâm bởi các kích thích bên ngoài.
9. Thường quên làm các công việc hằng ngày.
10. Thường ít chú ý bài giảng trong suốt thời gian học tập.

B. Có ít nhất 6 triệu chứng tăng động-bồng bột trong thời gian ít nhất là 6 tháng, đến độ không thích nghi và không phù hợp với trình độ phát triển, nhóm B có tất cả 10 cách nhận biết như sau:
- Tăng động:

1. Tay chân ngọ nguậy, hay vặn vẹo khi ngồi.
2. Thường rời bỏ chỗ ngồi trong các tình huống đòi hỏi phải ngồi yên.
3. Thường chạy nhảy hoặc leo trèo quá mức trong những tình huống không thích hợp (ở thiếu niên và người lớn, điều này có thể giới hạn ở mức họ cảm giác bồn chồn).
4. Thường khó tham gia những trò chơi hoặc hoạt động giải trí chỉ cần các hoạt động nhẹ nhàng.
5. Thường luôn di chuyển hoặc hành động như thể "đang lái môtô".
6. Thường nói quá nhiều.

- Bồng bột:

1. Thường buột miệng trả lời khi người khác chưa hỏi xong.
2. Thường khó chờ đợi đến lượt mình.
3. Thường làm gián đoạn hoặc quấy rầy người khác (xen vào các cuộc nói chuyện hoặc các trò chơi).
4. Thường dễ bị kích động bởi nhiều tình huống khác.

II. Một số triệu chứng tăng động - bồng bột hoặc triệu chứng giảm chú ý gây ra suy giảm chức năng xuất hiện trước 7 tuổi.
III. Tình trạng giảm chức năng do các triệu chứng này được thấy hiện diện trong ít nhất 2 môi trường khác nhau (ở trường, ở nơi làm việc, hoặc ở nhà).
IV. Phải có bằng chứng rõ ràng về tình trạng suy giảm chức năng đáng kể về các mặt xã hội, học tập và công việc.
V. Các triệu chứng không xảy ra đồng thời với rối loạn phát triển lan tỏa, tâm thần phân liệt. Các triệu chứng cũng không được phù hợp hơn với các rối loạn tinh thần khác như rối loạn khí sắc, rối loạn lo âu, rối loạn nhân cách.
Triệu chứng giảm chú ý, tăng động, bồng bột liên quan đến việc sử dụng thuốc (như thuốc giãn phế quản, isoniazide, akathisia lấy từ các neuroleptics) ở những trẻ dưới 7 tuổi không được chẩn đoán là ADHD, thay vào đó nên được chẩn đoán là các rối loạn liên quan hóa chất không đặc hiệu (other substance-related disorders not otherwise specified).

### Các phân nhóm
Đa số người có rối loạn này thể hiện đồng thời cả triệu chứng tăng động và giảm chú ý, nhưng một số khác lại trội hơn mặt nào đó, để chi tiết, các nhà chuyên môn phân ra làm ba loại dựa trên biểu hiện trội trong thời gian 6 tháng qua:
- 314.04 Rối loạn tăng động giảm chú ý - Dạng phối hợp: Nếu có ít nhất 6 triệu chứng giảm chú ý hoặc ít nhất 6 triệu chứng tăng động bồng bột tồn tại trong một thời gian ít nhất là 6 tháng. Hầu hết những trẻ em và thiếu niên có rối loạn này đều thuộc dạng phối hợp. Người ta chưa biết ở người lớn có tình trạng tương tự như vậy hay không.
- 314.00 Rối loạn tăng động giảm chú ý - Dạng trội về giảm chú ý: Nếu có ít nhất 6 triệu chứng giảm chú ý nhưng lại phải có chưa đến 6 triệu chứng về tăng động bồng bột tồn tại trong một thời gian ít nhất là 6 tháng.
- 314.01 Rối loạn tăng động giảm chú ý - Dạng trội về tăng động bồng bột: Nếu có ít nhất 6 triệu chứng về tăng động bồng bột nhưng lại phải có chưa đến 6 triệu chứng về giảm chú ý tồn tại trong thời gian ít nhất là 6 tháng. Sự giảm chú ý có thể vẫn còn là một đặc tính lâm sàng rõ rệt trong những trường hợp như thế.

### Đánh giá
- Nếu các triệu chứng lâm sàng vẫn tồn tại nhưng không thỏa mãn đầy đủ những tiêu chuẩn chẩn đoán (thời gian trước đó người bệnh vẫn thỏa mãn), việc định bệnh thích hợp trong trường hợp này là rối loạn tăng động giảm chú ý - dạng thuyên giảm một phần (ADHD, In partial remission).
- Nếu các triệu chứng của người bệnh không thỏa mãn đầy đủ các tiêu chuẩn để chẩn đoán loại rối loạn này và không rõ là các tiêu chuẩn này trước đó có được thỏa mãn hay không, nên chẩn đoán là ADHD không đặc hiệu (ADHD not otherwise specified)[46].